# Powiat Znin

Powiat Znin na mapie Prowincji Poznańskiej.

Powiat Znin (niem. Landkreis Znin, Kreis Znin; pol. powiat żniński) – dawny powiat pruski, znajdujący się od 1887 do 1920 w granicach rejencji bydgoskiej w Prowincji Poznańskiej. Teren dawnego powiatu należy obecnie do Polski stanowiąc część województwa kujawsko-pomorskiego. Siedzibą władz powiatu było miasto Żnin (Znin).

## Historia
Tereny północne dawnego powiatu po I rozbiorze Polski od 1772 do 1807 należały do Obwodu Nadnoteckiego w prowincji Prusy Zachodnie. Reszta jego część z miastem Wągrowiec (Wongrowiec) po II rozbiorze Polski od 1793 do 1807 należała do prowincji Prusy Południowe. W roku 1807 po pokoju w Tylży tereny włączono w skład Księstwa Warszawskiego. Powiat powstał 1 października 1887 pod nazwą Kreis Znin z południowej części terenu powiatu Schubin, wschodniej części powiatu Wongrowitz oraz północno-zachodniej części powiatu Mogilno. Podczas powstania wielkopolskiego Polacy zajęli powiat. W wyniku traktatu wersalskiego dnia 10 lutego 1920 powiat włączono do województwa poznańskiego II Rzeczypospolitej, a nazwę powiatu zmieniono na powiat żniński.

## Okręgi i miasta
Powiat dzielił się na cztery okręgi policyjne:
- żniński (niem. Polizeidistrikte Znin)
- gąsawski (niem. Polizeidistrikte Gonsawa)
- janowiecki (niem. Polizeidistrikte Janowitz)
- rogowski (niem. Polizeidistrikte Rogowo)

1 stycznia 1908 w skład powiatu wchodziły:
- cztery miasta: Żnin, Gąsawa, Janowiec Wielkopolski i Rogowo
- 93 gminy
- 41 majątków junkierskich.

## Ludność powiatu[2]
| Rok  | Ludność | Katolicy        | Ewangelicy     | Inni (w tym Żydzi) |
| ---- | ------- | --------------- | -------------- | ------------------ |
| 1890 | 31.568  | 26.338 (83,43%) | 4.403 (13,95%) | 827 (2,62%)        |
| 1900 | 35.857  | 28.192 (78,62%) | 7.036 (19,63%) | 629 (1,75%)        |
| 1910 | 40.210  | 29.796 (74,10%) | 9.950 (24,75%) | 464 (1,15%)        |

## Landracipowiatu
- Karl von Davier (1887-1896)
- Carl von Peistel (1896-1909)
- Eugen Neumann (1909-1917)
- Franz Erich Schüler (1917-1920)